# Mexitrichia rancura
Mexitrichia rancura är en nattsländeart som beskrevs av Martin E. Mosely 1954. Mexitrichia rancura ingår i släktet Mexitrichia och familjen stenhusnattsländor. Inga underarter finns listade i Catalogue of Life.